# Czas nie czeka
Czas nie czeka (tytuł oryginalny: Koha nuk pret) – albański film fabularny z roku 1984 w reżyserii Kujtima Meçaja, na podstawie powieści Ferita Halluniego i Nuçi Tiry - Fundi i nje agjenture (Koniec pewnej agentury).

## Opis fabuły
Akcja filmu rozgrywa się pod koniec roku 1944. Grupa działaczy antykomunistycznego podziemia, w porozumieniu z agentami wywiadu brytyjskiego próbuje nie dopuścić do ustanowienia w Tiranie rządu komunistycznego. Kluczową rolę w planach spiskowców ma odegrać Beatriçia, pracująca jako kelnerka w jednej z kawiarni w Tiranie. Służba bezpieczeństwa wpada na trop organizacji spiskowej.
Film realizowano w Tiranie, Szkodrze i we Wlorze.

## Obsada
- Edmond Budina jako Spiro Xeka, agent bezpieczeństwa
- Filika Dimo jako Beatriçia Schmid (Adrian Kalt)
- Gjergj Melo jako Mevlan
- Ndrek Luca jako Cen Vrapi
- Gjergji Lala jako Behar
- Elez Kadria jako Abdulla, agent obcego wywiadu
- Birçe Hasko jako partyzant Xhezo
- Lazër Filipi jako kupiec Mazllëm
- Andrea Pepi jako generał Smith
- Nefail Piraniqi jako kupiec Shaqir aga
- Pandi Siku jako Samir Dergjini
- Katerina Kote jako Nuria
- Luan Qerimi jako Francesco Luku
- Minella Borova jako Leone
- Jorgaq Tushe jako oficer angielski Walter
- Teodor Rupi jako właściciel Internacionalu
- Zija Grapshi jako kupiec
- Dario Llukaci jako krawiec
- Qemal Mehmeti jako uciekinier Baftjar
- Besnik Aliaj jako oficer
- Vaskë Çeçe jako kupiec
- Lavdim Kreshpani jako kupiec
- Ardian Selimi jako oficer brytyjski